# Brooklyn Botanic Garden

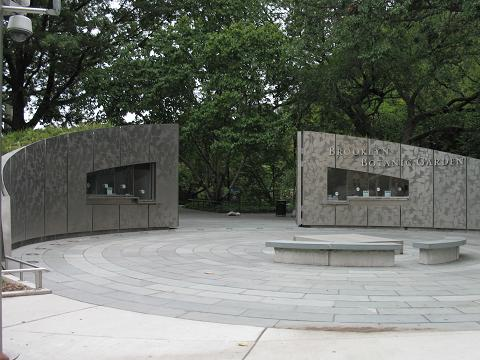
Oostelijke ingang van de botanische tuin

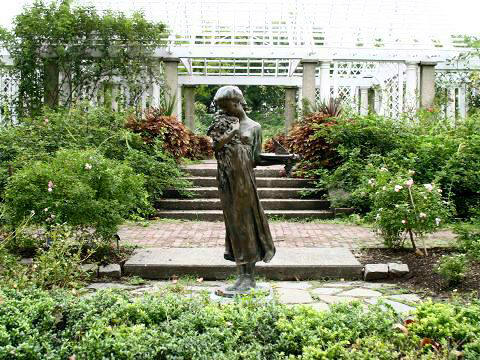
Cranford Rose Garden

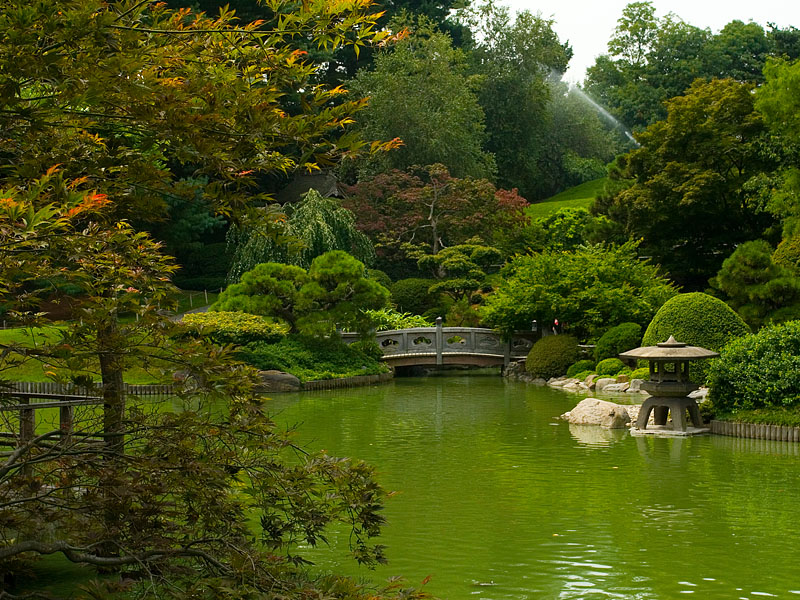
Japanese Hill-and-Pond Garden

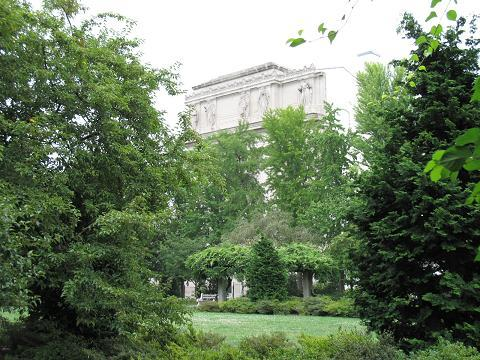
Osborne Garden

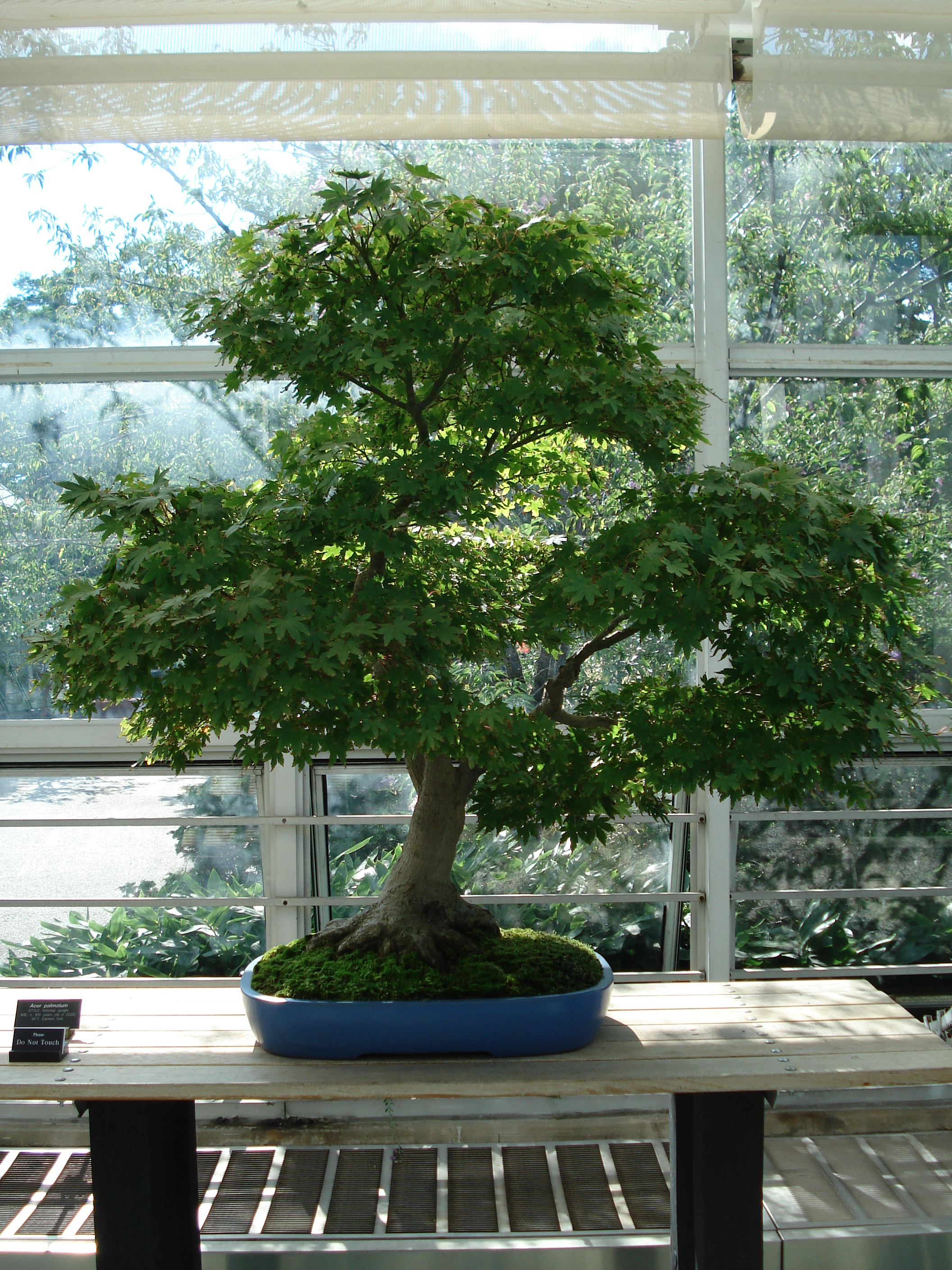
Bonsai van Japanse esdoorn

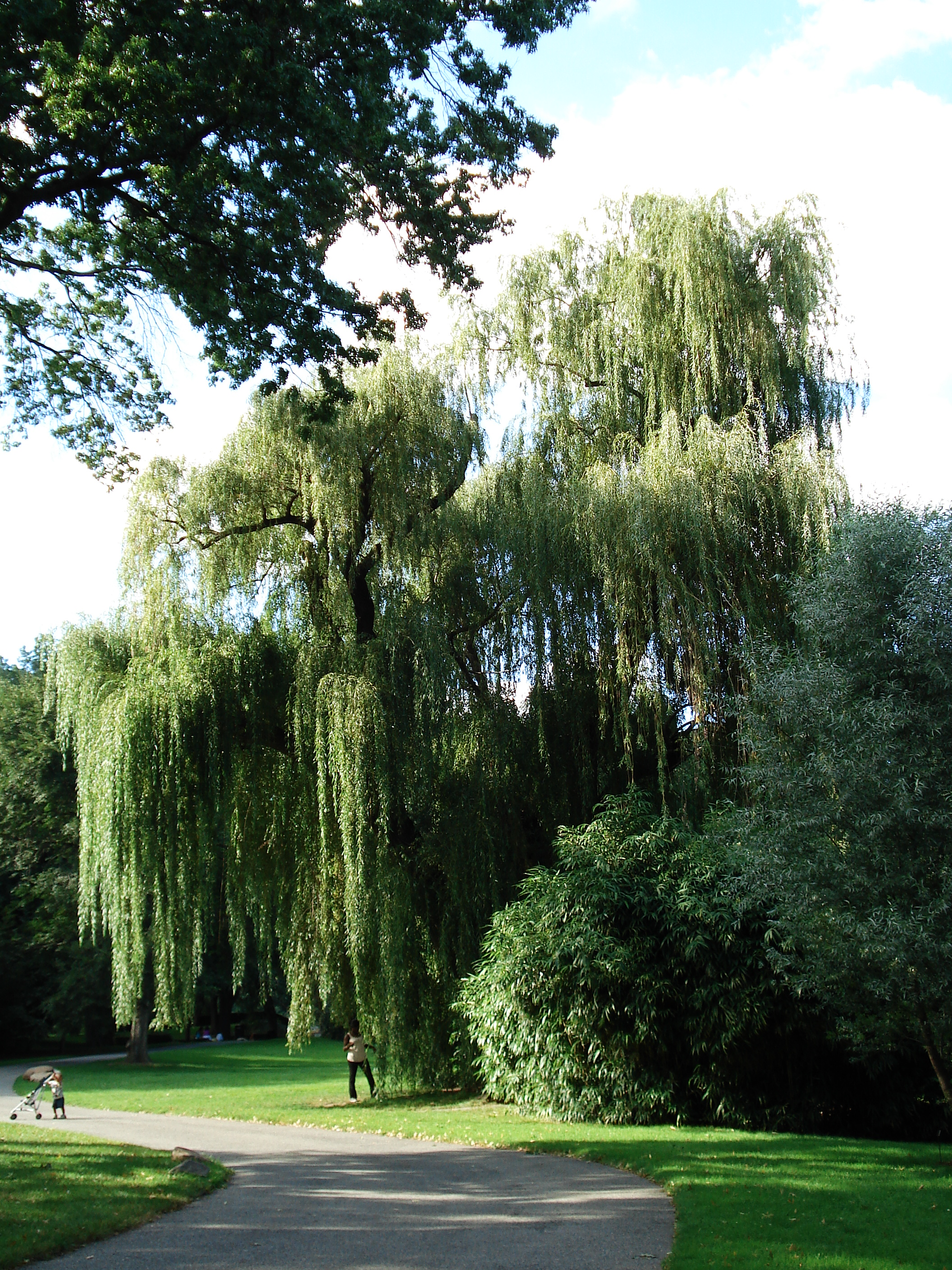
Treurwilg in de botanische tuin

De Brooklyn Botanic Garden is een botanische tuin in het stadsdeel Brooklyn in New York. De botanische tuin is opgericht in 1910 en heeft een oppervlakte van 21 ha. De tuin heeft een plantencollectie van meer dan tienduizend plantensoorten.
De Brooklyn Botanic Garden is aangesloten bij Center for Plant Conservation, een non-profit netwerk van meer dan dertig botanische instituten, dat zich richt op de bescherming en het herstel van de inheemse flora van de Verenigde Staten. De botanische tuin werkt mee aan Seeds of Success, een natuurbeschermingsproject dat is gericht op het verzamelen en bewaren van zaden van planten uit de Verenigde Staten. Tevens is de tuin lid van de American Public Gardens Association en van Botanic Gardens Conservation International, een non-profitorganisatie die botanische tuinen samen wil brengen in een wereldwijd samenwerkend netwerk om te komen tot het behoud van de biodiversiteit van planten.
De Brooklyn Botanic Garden is aangesloten bij de Council on Botanical and Horticultural Libraries, een internationale organisatie van individuen, organisaties en instituten die zich bezighouden met de ontwikkeling, het onderhouden en het gebruik van bibliotheken met botanische literatuur en literatuur over tuinen. Tevens is de tuin aangesloten bij de American Society of Botanical Artists, een vereniging die zich richt op de promotie van contemporaine botanische kunst. Daarnaast is de botanische tuin is aangesloten bij de American Institute of Biological Sciences (AIBS), een wetenschappelijke associatie die zich richt op het bevorderen van biologisch onderzoek en onderwijs in de Verenigde Staten. Ook is de tuin aangesloten bij de Plant Conservation Alliance (PCA), een samenwerkingsverband dat zich richt op de bescherming van planten die van nature voorkomen in de Verenigde Staten. De tuin is aangesloten bij de Natural Science Collections Alliance, een Amerikaanse non-profit-associatie die zich richt op de ondersteuning van natuurwetenschappelijke collecties, hun menselijke middelen, de instituten die de collecties huisvesten en hun onderzoeksactiviteiten.

## Onderdelen van de botanische tuin
De botanische tuin bestaat uit meerdere deeltuinen en broeikassen. Elk onderdeel heeft een specifieke functie en bevat verschillende planten. Enkele prominente onderdelen zijn:
- Judith D. Zuk Magnolia Plaza is een tuin die is ingericht met soorten en hybriden uit de geslachten Magnolia en Liriodendron uit de tulpenboomfamilie.
- Cherry Esplanade is een tuin met kersenbomen.
- Children's Garden is een educatieve tuin die is aangelegd om kinderen kennis te laten maken met planten en tuinieren. In deze tuin worden er onder meer cursussen gegeven voor kinderen van diverse leeftijdsgroepen.
- Cranford Rose Garden is een rosarium met verschillende rozensoorten en cultivars.
- Fragrance Garden is een tuin die is aangelegd om ook blinden en slechtzienden met planten kennis te laten maken. De planten hier mogen betast en beroken worden. De informatiebordjes bij de planten zijn bedrukt met braille. Deze tuin is onderverdeeld in plantbedden met planten met geurende bladeren, planten die aangeraakt kunnen worden, planten met geurende bloemen en keukenkruiden.
- Herb Garden is een kruidentuin met diverse culinaire, medicinale en geurende kruiden. Tevens groeien er nutsgewassen als verfplanten, vezelplanten, genotsplanten en planten die plantaardige olie leveren.
- Iris and Peony Collection is de naam van een tuin die een collectie irissen en pioenrozen herbergt.
- Japanese Hill-and-Pond Garden is een Japanse tuin met een vijver, een waterval, een eiland, heuvels en Japanse architecturale elementen. In deze tuin staan bomen en struiken die van oorsprong in Japan voorkomen.
- Lilac Collection is een tuin met een collectie seringen.
- Lily Pool Terrace is een tuin met vier vijvers waarin waterlelies, de heilige lotus en andere waterplanten zijn te bewonderen.
- Perennial Border is een tuin met meerjarige planten en Annual Border is een tuin met eenjarige planten.
- Native Flora Garden is een tuin van 0,8 hectare met planten die van nature voorkomen in New York Metropolitan Area. In deze tuin worden de diverse ecosystemen in deze regio nagebootst.
- Osborne Garden is een tuin van 1,2 hectare in Italiaanse stijl. Hier groeien onder meer rododendrons, Wisteria en Malus. Er staan pergola's met daaroverheen groeiend Wisteria.
- Plant Family Collection is een systeemtuin waarin de planten zijn gerangschikt op plantenfamilies en op het tijdstip dat ze in de geschiedenis van de aarde zijn ontstaan.
- Rock Garden is een rotstuin met grote rotsblokken en rotsplanten, maar ook met grote bomen en struiken. Planten die in de rotstuin groeien zijn onder andere heidefamilie, rododendron, azalea, esdoorn, naaldbomen, Viburnum, alpiene planten en anemonen.
- Shakespeare Garden is een Engelse tuin in cottage garden-stijl. In deze tuin groeien de meer dan 80 planten die in de gedichten en toneelstukken van William Shakespeare worden genoemd.
- Steinhardt Conservatory is een kassencomplex waarvan de aanleg 25 miljoen Amerikaanse dollar heeft gekost. Aquatic House is een kas van 25 bij 9 m met daarin twee vijvers met tropische en subtropische waterplanten waaronder mangroveplanten, waterhyacint, Victoria amazonica en papyrusriet. Ook zijn er in deze kas vleesetende planten als bekerplanten en venus' vliegenval te zien. Het kassencomplex huisvest tevens een grote orchideeëncollectie van circa 2200 planten die 240 geslachten en 980 soorten representeren. Ook een bonsaicollectie maakt onderdeel uit van de inrichting van het kassencomplex. Desert Pavilion is een succulentenkas die cactussen en andere succulenten huisvest. Tropical Pavillion is een tropische kas met een oppervlakte van 560 m² en een hoogte van 20 m. In dit kas wordt een tropisch regenwoud nagebootst. In deze kas bevinden zich waterstromen en watervallen. Er worden sierplanten en nutsgewassen gehouden als roze maagdenpalm, mango, banaan, broodboom, koffieplant, colaboom, vanille-orchidee, kaneelboom, cacaoboom, papaja, carambola en zoetzak. Warm Temperate Pavilion is een subtropische kas van 280 m² en 14 m hoog die planten huisvest uit de subtropen. In deze kas groeien onder andere Wollemia nobilis, olijfboom en Araucaria bidwillii. Ook wordt hier een collectie Zuid-Afrikaanse bolgewassen gehouden. Deze collectie representeert meer dan 100 soorten uit zo’n 25 geslachten uit de plantenfamilies Amaryllidaceae, Hyacinthaceae, Iridaceae en Alliaceae.